# Morten Abel
Morten Abel Knutsen (né le 15 octobre 1962 à Bodø) est un musicien norvégien de pop.

## Biographie
Morten Abel Knutsen naît le 15 octobre 1962 à Bodø, et grandit à Fenes, dans la même municipalité. Il n'appartient pas à la famille Abel, mais porte le prénom Abel. 
Après l'album Here We Go Then, You and I sorti en 1999, il sort I'll Come Back and Love You Forever en 2001, un album qui produit de nombreux grands succès, dont You Are the One lalala et le titre I'll Come Back and Love You Forever. Cet album est le premier que Børge Fjordheim, le batteur attitré d'Abel, contribue à produire. L'album fait également de lui le grand gagnant du Spellemannprisen 2001. Il est nommé Spellemann de l'année, remporte la catégorie « artiste solo pop » pour l'album et gagne la catégorie « chanson de l'année » pour la chanson titre. Il remporte également le Gammleng Award dans la catégorie « pop » en 2002.
Il reçoit le prix d'honneur lors de la Spellemannprisen 2014. Le 2 mars 2015, son premier album solo en norvégien, I fullt alvor, sort. Cet album est produit par Odd Nordstoga. Le 2 mars 2018, il publie Evig din, son deuxième album solo en norvégien. En septembre 2021, il sort son troisième album en norvégien, intitulé Bare prøv deg, sjelefred. Cet album est très bien accueilli par les critiques musicaux norvégiens,,,,.

## Discographie

### Albums studio
- 1997 : Snowboy
- 1999 : Here We Go Then, You and I
- 2001 : I'll Come Back and Love You Forever
- 2003 : Being Everything, Knowing Nothing
- 2004 : Morten Abel (best of, 2CD)
- 2005 : Give Texas Back to Mexico
- 2006 : Some of Us Will Make It
- 2015 : I fullt alvor
- 2018 : Evig din
- 2021 : Bare prøv deg, sjelefred

### DVD
- 2003 : Being Everything, Knowing Nothing
- 2004 : Live DVD

### EP
- 2010 :  Big-5: Morten Abel